# Сент-Роза (Міннесота)
Сент-Роза (англ. St. Rosa) — місто (англ. city) в США, в окрузі Стернс штату Міннесота. Населення — 58 осіб (2020).

## Географія
Сент-Роза розташований за координатами 45°43′36″ пн. ш. 94°42′49″ зх. д. / 45.72667° пн. ш. 94.71361° зх. д. (45.726778, -94.713494).  За даними Бюро перепису населення США в 2010 році місто мало площу 1,00 км², з яких 0,99 км² — суходіл та 0,01 км² — водойми.

## Демографія
Згідно з переписом 2010 року, у місті мешкало 68 осіб у 29 домогосподарствах у складі 17 родин. Густота населення становила 68 осіб/км².  Було 31 помешкання (31/км²).
Расовий склад населення:
| - 100,0 % — білих |

До двох чи більше рас належало 0,0 %. Частка іспаномовних становила 0,0 % від усіх жителів.
За віковим діапазоном населення розподілялося таким чином: 26,5 % — особи молодші 18 років, 57,3 % — особи у віці 18—64 років, 16,2 % — особи у віці 65 років та старші. Медіана віку мешканця становила 38,8 року. На 100 осіб жіночої статі у місті припадало 106,1 чоловіків;  на 100 жінок у віці від 18 років та старших — 163,2 чоловіків також старших 18 років.
Середній дохід на одне домашнє господарство  становив 90 896 доларів США (медіана — 88 125), а середній дохід на одну сім'ю — 104 569 доларів (медіана — 118 000). Медіана доходів становила 61 250 доларів для чоловіків та 30 625 доларів для жінок. 
Цивільне працевлаштоване населення становило 50 осіб. Основні галузі зайнятості: роздрібна торгівля — 26,0 %, освіта, охорона здоров'я та соціальна допомога — 18,0 %, будівництво — 18,0 %.